# Melampsora magnusiana
Melampsora magnusiana är en svampart som beskrevs av G.H. Wagner 1896. Melampsora magnusiana ingår i släktet Melampsora och familjen Melampsoraceae.   Inga underarter finns listade i Catalogue of Life.